# Letheal Cook
Letheal Cook, más conocido como el "Cholo" (Nebraska, 14 de agosto de 1980), es un baloncestista profesional estadounidense.

## Carrera deportiva
Comenzó en 2006 a jugar baloncesto en la ABA con el Maryland Nighthawks. En 2007 comenzó a jugar con Rochester Razorsharks de la ABA.
En México inició en la temporada 2008/09 con los Algodoneros de la Comarca en la LNBP.
En 2008 jugó con el equipo Hebraica Macabi en la LUB. 
En 2009 fue campeón del CIBACOPA 2009 con los Mineros de Cananea y no solo quedó campeón ya que recibió el trofeo el JUGADOR MAS VALIOSO y del Mayor Canastero de los Playoffs del CIBACOPA.
Actualmente su equipo los Lobos Grises de la UAD fueron eliminadas de la temporada 2009/10 por los Halcones UV Xalapa.

## Distinciones individuales
| Premio                                       | Año  |
| -------------------------------------------- | ---- |
| Jugador Más Valioso del CIBACOPA             | 2009 |
| Mayor Canastero de los Playoffs del CIBACOPA | 2009 |

- Datos: Q5973882